# Ike Moriz
Eike Moriz dit Ike Moriz, est un chanteur, auteur-compositeur, musicien, producteur de musique et acteur germano sud-africain né le 14 mai 1972 à Friedberg (Allemagne). Il a sorti vingt albums dans les genres rock indépendant, pop, musique latine, easy listening, lounge, blues, jazz et swing,,.

## Jeunesse
Ike Moriz a grandi à Wentorf près de Hambourg, en Allemagne. Ce fils des bijoutiers Kai et Waltraud Moriz a fréquenté l'école primaire à partir de 1978 et par la suite le lycée de Wentorf à partir de 1982, où il a également été préfet de 1988 à 1989. Pendant ce temps, il a joué dans des pièces de théâtre dirigées par Hans Bittner, qui était également son professeur de piano. Après avoir obtenu son diplôme en 1991, il a terminé son service militaire obligatoire d'un an. De 1992 à 1993, il a voyagé en Afrique du Sud pour travailler sur la ferme d'agrumes de son oncle à Clanwilliam dans le Cap occidental.

## Études
De retour à Hambourg, Moriz a étudié l'économie à l'Université de Hambourg de 1993 à 1995 et a donné ses premiers concerts en tant que chanteur de plusieurs groupes de rock. Il a également joué ses premiers rôles dans des pièces de théâtre de langue anglaise. Il a ensuite étudié le jazz, le rock et la musique pop à l’académie de musique Carl Maria von Weber de Dresde (Hochschule für Musik Carl Maria von Weber Dresden) de 1995 à 1999 auprès du professeur Hanns-Herbert Schulz. Dans le cadre de son cours, il a participé à un programme d'échange d'étudiants de douze mois au South African College of Music d'Université du Cap et au Conservatory of Music de Rotterdam (programme Erasmus) de 1997 à 1998. Il a obtenu deux diplômes (baccalauréat en musique et baccalauréat en éducation musicale),.

## Carrière

### Londres (1999–2005)
Ike Moriz a vécu à Londres de fin 1999 à début 2005. À ses débuts, il s'est produit en tant que musicien de rue, puis en tant que chanteur principal et claviériste du groupe de rock indie Stunt Double, enfin en tant que chanteur solo avec son groupe de musiciens. Parallèlement à ses projets personnels, Moriz tient en 2002 le  premier rôle masculin dans la comédie musicale américaine Saving Anne au Théâtre de Greenwich,. Il fonde sa maison de disques, Mosquito Records London Pty ltd., et enregistre son premier single à succès Fall Into The Sun aux Studios Tin Pan Alley en 2002 avec le producteur Steve Kent. Cela a été suivi par ses deux premiers albums solo, qu'il a enregistrés et produits aux Motion Studios de 2002 à 2005. Ils ont été mixés et masterisés par Alan van Kleef. Les chansons de Moriz ont atteint la première place sur diverses stations de radio au Royaume-Uni, aux Pays-Bas, en Afrique du Sud et en Allemagne et ont été diffusées à la radio dans dix-sept pays à travers le monde. Le chanteur britannique David Bowie a voté à plusieurs reprises sur son site web les chansons d’Ike Moriz comme étant la « meilleure chanson de la semaine »,,. En 2004, Moriz a joué au festival des arts Ukkasie à Londres avec plusieurs autres artistes sud-africains tels que Heinz Winckler, Nianell et Steve Hofmeyr.
Moriz a également joué des rôles mineurs et des camées dans des longs métrages internationaux tels que Alfie (2004), Shanghai Knights (2003) et Love Actually (2003). Il a aussi apparu  dans des séries télévisées sud-africaines et britanniques telles que EastEnders, Strike Back: Project Dawn (2011), Backstage (2006) et The Bill,. 

### Afrique du Sud et international (depuis 2005)

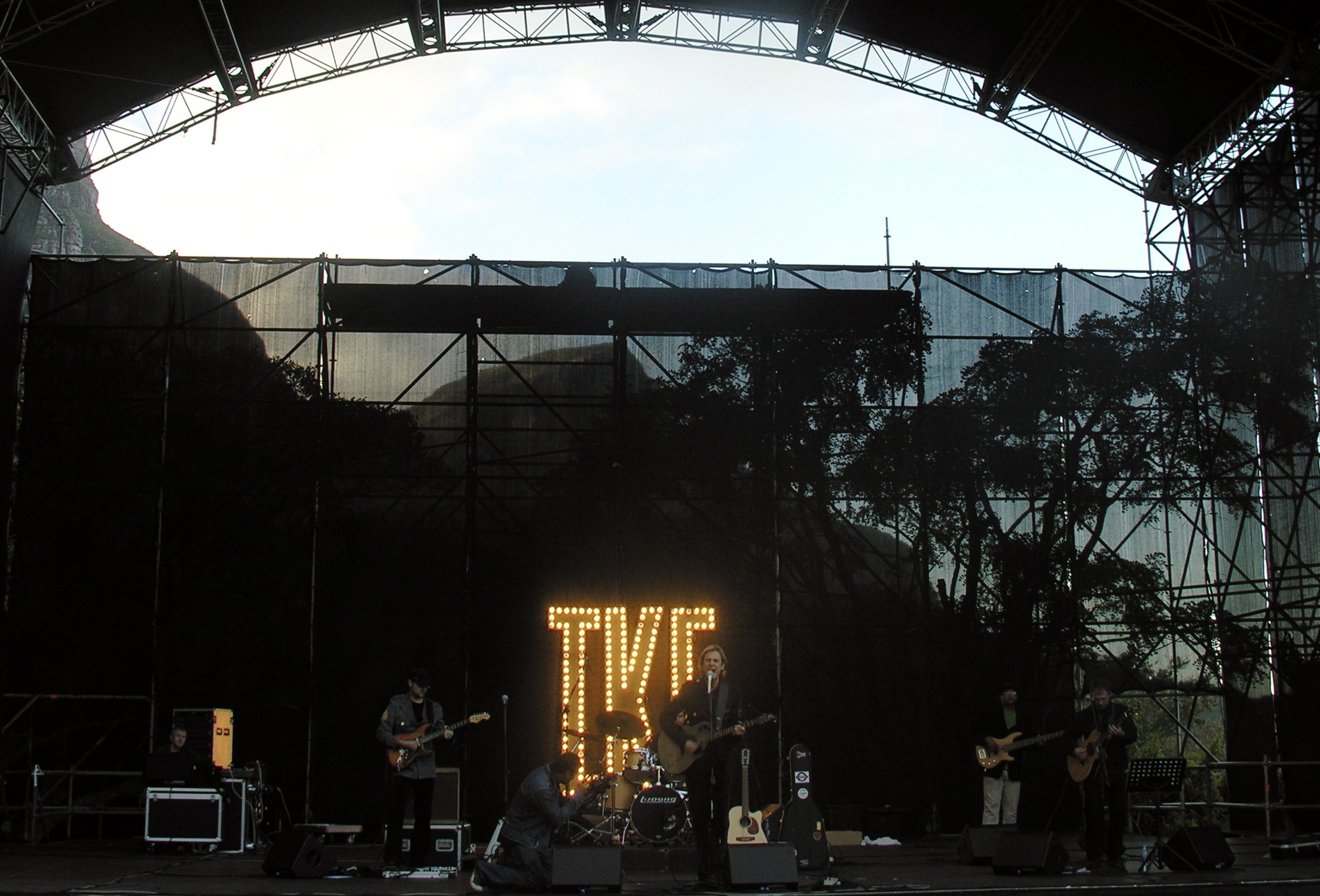
Ike Moriz en concert à Jardin botanique national de Kirstenbosch en mars 2007.

Moriz vit de façon permanente en Afrique du Sud depuis mai 2005, où il a immédiatement reçu beaucoup de couverture médiatique avec son deuxième album Play Me et ses sorties single I Feel Real et Play Me. Avec des interviews à la télévision et à la radio nationales, des vidéoclips, des apparitions au Cap et à Johannesbourg, et des articles dans des magazines et des quotidiens, il est rapidement devenu connu dans tout le pays et a été élu l'un des cinq meilleurs chanteurs du pays en 2006,.
Cela a été suivi par un autre album dans le genre pop rock, All Around The World (2007), qu'il a présenté pour la première fois avec des concerts de lancement dans les cafés Fashion TV à Johannesbourg et au Cap. Le lancement de l'album au Cap a eu lieu en même temps que les soirées de lancement de CD en Allemagne, aux Pays-Bas et en Grande-Bretagne.
Moriz se produit régulièrement accompagné de divers musiciens au Cap et à Johannesbourg, par exemple à l'amphithéâtre Oude Libertas, au Victoria & Alfred Waterfront, au jardin botanique national de Kirstenbosch, à de nombreux hôtels et à divers clubs, théâtres et fermes viticoles. En avril 2008, il a donné un concert à l'occasion de la célébration du 125e anniversaire de l’École internationale allemande du Cap.
En 2008, Moriz, qui était auparavant connu principalement comme un chanteur indie pop et rock, a commencé à explorer une variété d'autres styles, à commencer par la sortie de sa trilogie Stardust (2009), qui se composait de trois albums dans le genre swing et jazz. Ce nouveau style lui a ouvert les portes à un public encore plus large, en particulier dans la soi-disant « capitale africaine du jazz », Le Cap, où le quatrième plus grand festival de jazz au monde a lieu chaque année depuis 2000. Cette même année, il a publié l'album de Noël Starry Night, pour lequel il a également filmé un clip vidéo en Allemagne à l'Observatoire de Hambourg où il a également joué plusieurs fois au festival « vision sternwARTe » à l'occasion de son 100e anniversaire,,.

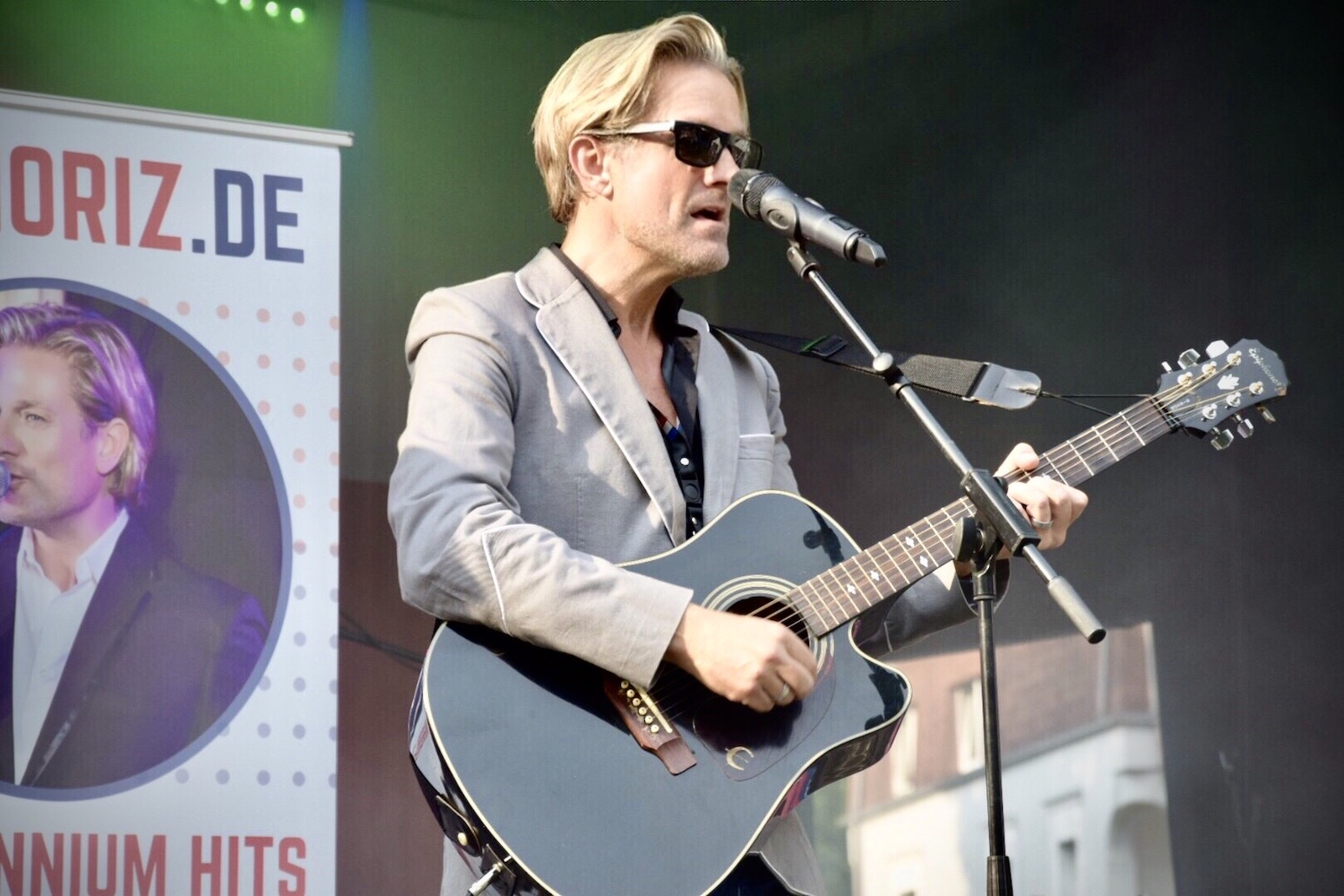
Ike Moriz au festival de la ville de Bergedorf, Allemagne, en juillet 2018.

Depuis son déménagement en Afrique du Sud, Moriz a enregistré tous ses albums et singles aux studios d'enregistrement de Paris à Fish Hoek, au Cap, où il a également produit d'autres artistes (tels que Brothers with Voices Cape Town). Entre 2010 et 2016, sept autres albums de jazz et de swing ont suivi, ainsi que des albums dans des genres accessibles à tous, latin, lounge, blues et pop rock, tels que ses albums swing Siren Terpsichore (2012) et Love Swings (2015) et l'album de blues At Last (2014),,. En 2018, après son album Gold Rush (2017), Moriz sort pour la première fois un album de compilation « best of » intitulé Millennium Hits 2002-2018. En avril de la même année, le premier single de Moriz en langue afrikaans est sorti, une reprise de la chanson Voshaarnooi de Louis van Rensburg. Le dernier album de Moriz, Dragons, est sorti le jour de son anniversaire le 14 mai 2020 lors du verrouillage sud-africain du Covid-19, avec le clip de sa chanson Say Your Name. Moriz s'est lancé dans un court Dragons Tour avec le saxophoniste Kurt Buschmann en Allemagne fin 2021 et à l'été 2022 pour promouvoir son nouvel album. Au cours de la tournée, il s'est produit au château Vietgest, à l'église Saint-Michel de Hambourg ainsi qu'au château de Reinbek où il a interprété la chanson anti-guerre de Billy Joel Leningrad lors d'une interview sur la chaîne de télévision allemande NDR 3,,. Moriz est retourné dans le nord de l'Allemagne pour une autre tournée de fin juin à début août 2023 avec les saxophonistes Kurt Buschmann et Leandro Saint-Hill ainsi que le pianiste sud-africain, artiste Steinway, Charl Du Plessis,,.
L'auteur-compositeur polyvalent chante en anglais, mais a également chanté des chansons en allemand, afrikaans, espagnol, xhosa et français. Depuis 2010, il fait une tournée en Allemagne chaque année,,,. En Afrique du Sud, Moriz collabore, joue et tourne avec des musiciens de studio renommés et des groupes de musique tels que la Cape Town philharmonic orchestra, l’Ike Moriz Swing Band, le saxophoniste Willie Van Zyl, les guitaristes Willem Moller, Gregory Schoeman, Gorm Helfjord et Alvin Dyers, les batteurs Kevin Gibson, Paul Tizzard, Ivan Bell, Shaun Michau, Barry van Zyl (Johnny Clegg band) et Frank Paco, les pianistes Andrew Ford, Amanda Tiffin et Muriel Marco et les bassistes Robert Nel, Wesley Rustin, Émilio Gassibe, Dave Ridgeway et Charles Lazar. D'autres chanteuses sud-africaines telles que Judith Sephuma, Monique Hellenberg et Melanie Scholtz ont également interprété ou enregistré des chansons avec lui.
Au cours de sa carrière, Ike Moriz s'est produit dans dix-huit pays: Afrique du Sud, Royaume-Uni, Allemagne, Namibie, Maroc, Espagne, Italie, Grèce, France, Portugal, Sénégal, Malte, Turquie, Pays-Bas, Luxembourg, Îles Canaries, Botswana et Belgique. Toutes ses œuvres musicales ont été publiées par CD Baby et son propre label Mosquito Records London Pty ltd., distribuées par Jassics Music (albums de jazz) et Select Music distribution (trois premiers albums et maxi singles). Son catalogue d'œuvres est publié en Afrique du Sud par Sheer Publishing.

## Bénévolat

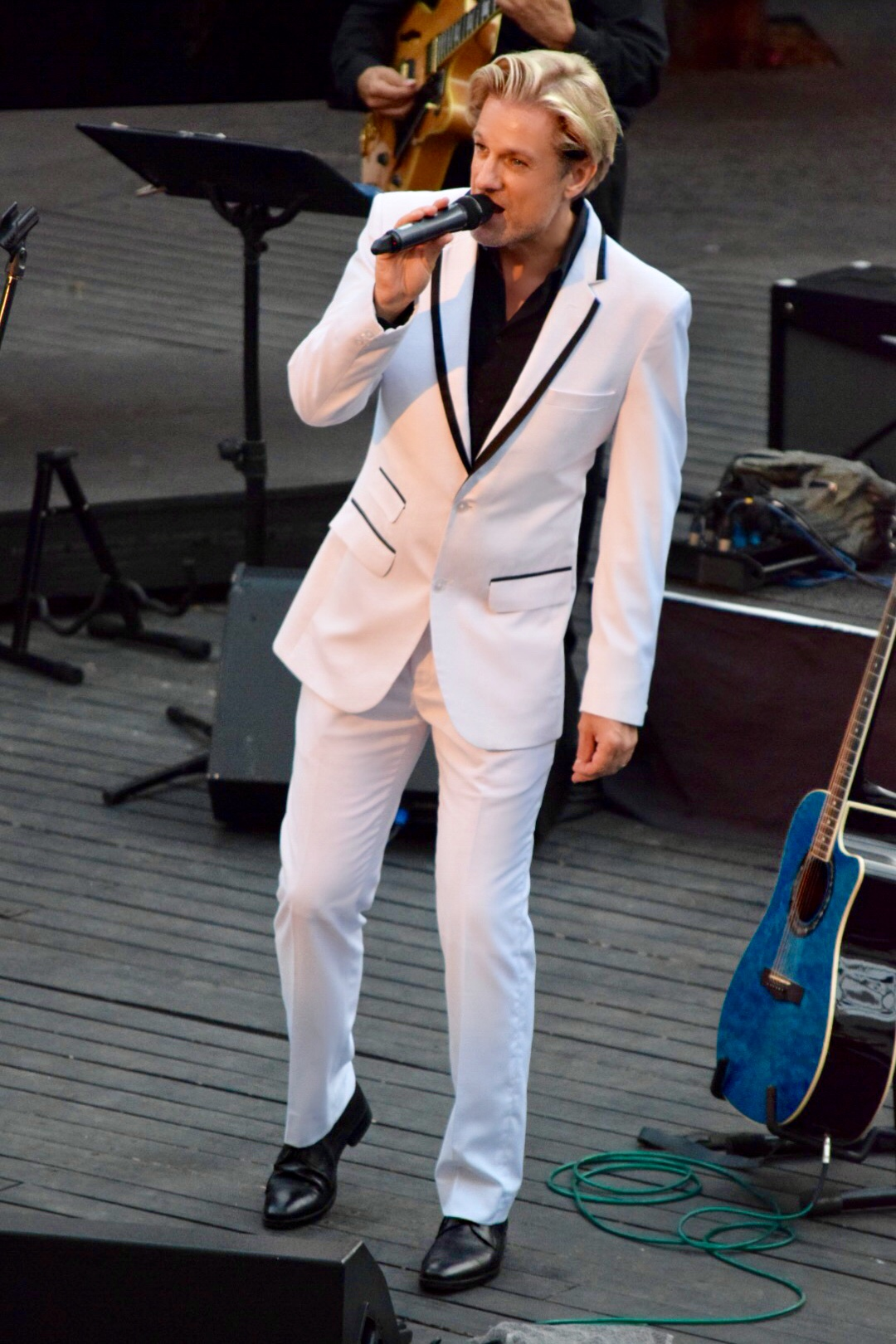
Ike Moriz à l'amphithéâtre Oude Libertas, Stellenbosch, Afrique du Sud, en décembre 2018.

En collaboration avec le photographe et écrivain Kiara Worth, Moriz a fondé le groupe en faveur de la protection de l'environnement Fresh Air for Hout Bay en 2014, pour lequel il a écrit la chanson de protestation « Lucky Star Ain't What You Are ». Il a été présenté dans de nombreux articles de journaux et a pris part à des manifestations pendant six ans,,. En 2015, il a composé un hymne pour les services volontaires sud-africains de lutte contre les incendies de forêt (Volunteer Wildfire Services), appelés « Heroes In Red »,,. Il a également soutenu l'association de protection des animaux du Cap D.A.R.G. avec des concerts gratuits et joué lors d'événements caritatifs pour aider à financer la recherche sur l'épilepsie à l'hôpital pour enfants du mémorial de la guerre de la Croix-Rouge du Cap (Red Cross Childen's Hospital) avec la campagne « Alexi et moi ». 
Moriz joue régulièrement aux événements rotariens au Cap pour soutenir leurs projets communautaires,. En septembre 2008, Ike Moriz est apparu comme l'un des principaux actes du « Zimfest » avec d'autres groupes bien connus tels que Freshlyground et The Rudimentals afin de soutenir le travail de l'ONG PASSOP (People against Suffering, Oppression and Poverty). En 2006, Moriz a participé à l’enregistrement de Greatest Love Of All avec treize autres célébrités sud-africaines afin de collecter des fonds pour l’initiative « Différemment aptes 24.7.365 »,. 
Moriz, un coureur passionné, soutient également le programme de développement des jeunes de l'ONG Sakhisizwe à Imizamo Yethu, Hout Bay, où il fait également régulièrement du bénévolat au Parkrun local. 
En août 2020, Moriz avait chanté au principal monument de Hambourg, l'église Saint-Michel de Hambourg, en soutien à l'organisation d'aide à l'enfance Plan International, après que le concert eut été reporté pour la première fois en 2020 en raison de la pandémie COVID-19 en Allemagne,. 
Le 10 mai 2025, Ike s'est produit avec son groupe de swing au bal annuel de HOPE au Westin Grand Hotel du Cap pour soutenir l'agence de développement holistique HOPE Cape Town,.

## Vie privée

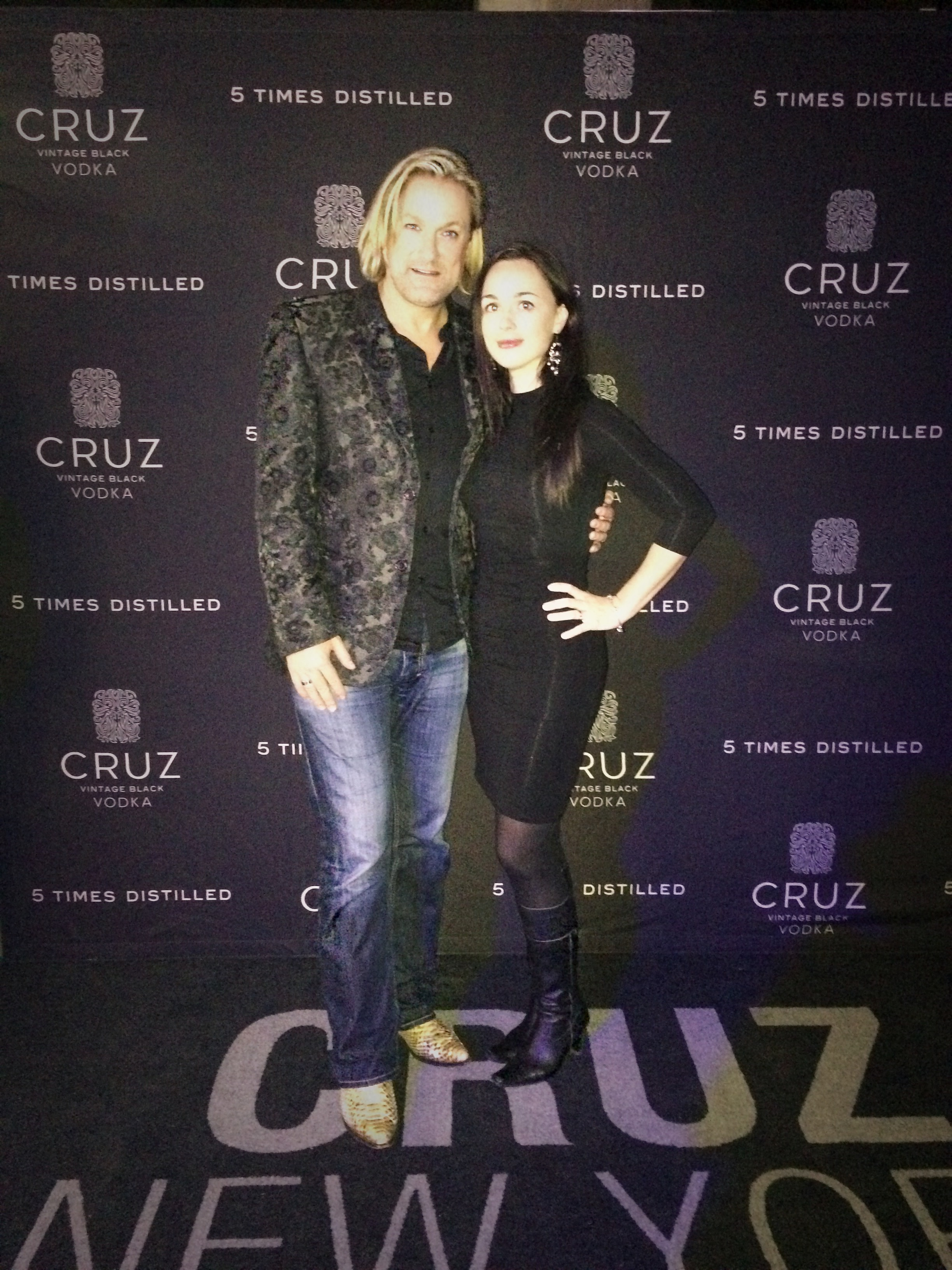
Ike Moriz et sa femme Madri à la Mercedes-Benz Fashion Week au Cap, 3 mars 2015.

En 2012, Ike Moriz a épousé Madri le Roux-Moriz, la sœur du chanteur sud-africain Nataniël. Ils vivent avec leurs filles Sofia Marie et Kateline à Hout Bay dans la region du Cap. Sur la célèbre montagne de Chapman's peak, une formation rocheuse a été nommée d'après Ike Moriz (« Ike 's Thumb ») en 2012,.

## Discographie

### Albums studio
- 2004: Mirrors & Shade (n ° de catalogue MOS0003, UPC: 634479004261)
- 2005: Play Me (n ° de catalogue MOS0005, UPC: 634479171659)
- 2007: All Around The World (n ° de catalogue MOS0006, UPC: 634479634215)
- 2009: Stardust (n ° de catalogue MOS0008, UPC: 884502111019)
- 2009: Body and Soul (n ° de catalogue MOS0007, UPC: 884502110944)
- 2009: Starry Night (n ° de catalogue MOS0010, UPC: 884502152654)
- 2009: Angel Eyes (n ° de catalogue MOS0009, UPC: 884502133356)
- 2010: Charade (n ° de catalogue MOS0012, UPC: 884502783612)
- 2010: Blue Moon (n ° de catalogue MOS0011, UPC: 884502361964)
- 2011: Breathing Dreams (n ° de catalogue MOS0015, UPC: 885767791848)
- 2011: C'est Si Bon (n ° de catalogue MOS0013, UPC: 885767504462)
- 2011: Sunday (n ° de catalogue MOS0014, UPC: 885767568020)
- 2012: Siren Terpsichore (n ° de catalogue MOS0017, UPC: 885767124417)
- 2014: Nobody Does It Better (n ° de catalogue MOS0021, UPC: 889211179251)
- 2014: At Last (n ° de catalogue MOS0018, UPC: 888174506364)
- 2015: Love Swings (n ° de catalogue MOS0024, UPC: 190394012793)
- 2016: Debonaire (n ° de catalogue MOS0025, UPC: 190394360597)
- 2017: Gold Rush (n ° de catalogue MOS0027, UPC: 191061556336)
- 2020: Dragons (n ° de catalogue MOS0030, UPC: 195079384493)

### Compilation albums
- 2002: Center Stage - A New Music Compilation (CD, Label: Matchbox Recordings Ltd.)
- 2006: MK89-Hoordosis Vol.1 (Double-CD, Label: Next Music Pty Ltd., n ° de catalogue NextCD063, UPC: 6009694020626)
- 2018: Millennium Hits 2002–2018 (CD, Label: Mosquito Records London Pty Ltd., n ° de catalogue MOS0029, UPC: 191924968221)

### Singles et EP
- 2002: Fall Into The Sun (CD, Maxi), n ° de catalogue. MOS0001, UPC: 5021272063321
- 2002: You Could (CD, Maxi), n ° de catalogue MOS0002, UPC: 5021272066629
- 2005: Play Me (CD, Maxi), n ° de catalogue MOS0004
- 2011: Still (CD, Maxi), n ° de catalogue MOS0016, UPC: 885767253735
- 2014: To Cape Town (CD, Maxi), n ° de catalogue MOS0019, UPC: 888174675978
- 2014: Forevermore (CD, Maxi), n ° de catalogue MOS0020, UPC: 888174750316
- 2015: Heroes In Red (CD, single), n ° de catalogue MOS0022, UPC: 889211449712
- 2015: Lucky Star Ain't What You Are (CD, single), n ° de catalogue MOS0023, UPC: 889211640539
- 2016: On Our Way (CD, single), n ° de catalogue MOS0026, UPC: 191061190714
- 2018: Voshaarnooi (CD, single), n ° de catalogue MOS0028, UPC: 192914127390
- 2022: Something Stupid (CD, single), n ° de catalogue MOS0031, UPC: 198002695949
- 2022: Leningrad (CD, single), n ° de catalogue MOS0032, UPC: 198003966178
- 2025: Skulls & Stars (CD, single), n ° de catalogue MOS0035, UPC: 199199018467

### Vidéos musicales
- 2003: Still (tourné à Londres, Royaume-Uni)
- 2004: Mirrors and Shade (tourné à Londres, Royaume-Uni)
- 2005: Play Me (tourné au Cap, Afrique du Sud)
- 2006: I Feel Real (tourné au Cap, Afrique du Sud)
- 2007: All Around The World (tourné à Kirstenbosch, Le Cap, Afrique du Sud)
- 2008: Peace Dream - Upupha Ngoxolo (tourné à Hout Bay, Afrique du Sud)
- 2009: Starry Night (tourné à Hambourg-Bergedorf, Allemagne)
- 2013: Angie Blue (tourné au Cap, Afrique du Sud)
- 2014: See You In The Night (tourné au Cap, Afrique du Sud)
- 2015: Heroes In Red (tourné au Cap, Afrique du Sud)
- 2015: Lucky Star (tourné à Constantia, Afrique du Sud)
- 2020: Say Your Name (Afrique du Sud)
- 2020: Dangerous Rhymes (Afrique du Sud)